# Chalcolema splendida
Chalcolema splendida es un coleóptero de la familia Chrysomelidae.
Fue descrita científicamente en 1992 por Tan.